# Ogulin
Ogulin är en stad i Kroatien. Staden har 15 054 invånare (2001) och ligger Karlovacs län i centrala Kroatien.

## Historia
Staden grundades under 1500-talet sedan knezen Bernardin Frankopan från den kroatiska adelsfamiljen Frankopan lät uppföra en befästning på platsen. Runt befästningen, kastellet Ogulin, växte sedan en stad fram som till en början kallades Julijin grad (Julias stad). Staden blev under 1500- och 1600-talet en viktig militär utpost inom Militärgränsen som upprättades av habsburgarna som en buffertzon gentemot osmanerna. Staden började utvecklas ekonomiskt 1873 då järnvägen från Rijeka till Zagreb byggdes. 1927-1933 hölls Tito, Jugoslaviens då framtida statschef, fången i borgen som under denna period hade gjorts om till ett fängelse.    

## Arkitektur och stadsbild
Innanför den medeltida borgen Ogulin finns en större byggnad med två torn på sidorna och ett gotiskt kapell. En del av borgen utgör ett regionalt museum med arkeologiska föremål och utställningar av folkliga traditioner och bergsklättring. I närheten finns även den gamla borgen Zulumgrad som ligger i närheten av Dulaklyftan.

## Kommunikationer
Vid Ogulin finns anslutningsväg till motorvägen A1 som i nordöstlig riktning leder mot huvudstaden Zagreb och i sydlig riktning mot Zadar, Split och Dubrovnik.